# Xochipilli (composición)

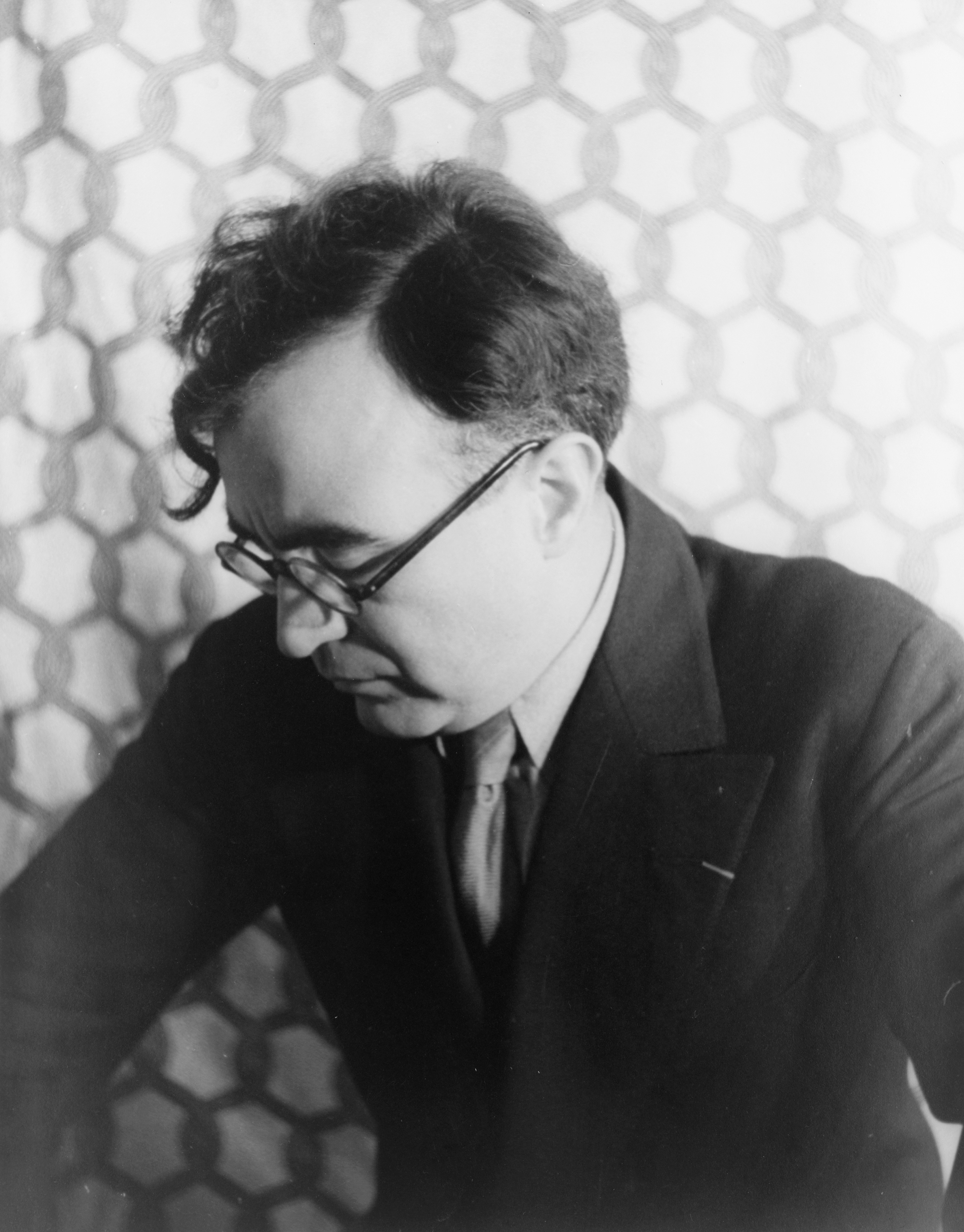
Chávez en 1937

Xochipilli, subtitulada "Una música azteca imaginada", es una composición breve para cuatro instrumentos de viento y seis percusionistas del compositor mexicano Carlos Chávez, escrita en 1940. Su título original era Xochipilli-Macuilxóchitl, que es el doble nombre de un dios azteca en dos de sus aspectos, que significa "Príncipe Flor" y "Cinco Flor".

## Historia
Con motivo de una exposición titulada Veinte siglos de arte mexicano, realizada en mayo de 1940 en el Museo de Arte Moderno de la ciudad de Nueva York, el presidente del MoMA, Nelson Rockefeller, encargó a Chávez la elaboración de un programa musical de presentación diaria, bajo el título Panorama de la Música Mexicana. Además de arreglos de música popular mexicana del pasado reciente, Chávez compuso Xochipilli-Macuilxóchitl para exhibir instrumentos aztecas precolombinos. Esta partitura se completó el 12 de mayo de 1940. Chávez dirigió el estreno en la presentación inaugural de la exposición del Museo de Arte Moderno cuatro días después, el 16 de mayo de 1940.
En 1964, Chávez revisó la partitura para su publicación. En este momento acortó el título a Xochipilli y agregó el subtítulo (en inglés), "Una música azteca imaginada".

## Instrumentación

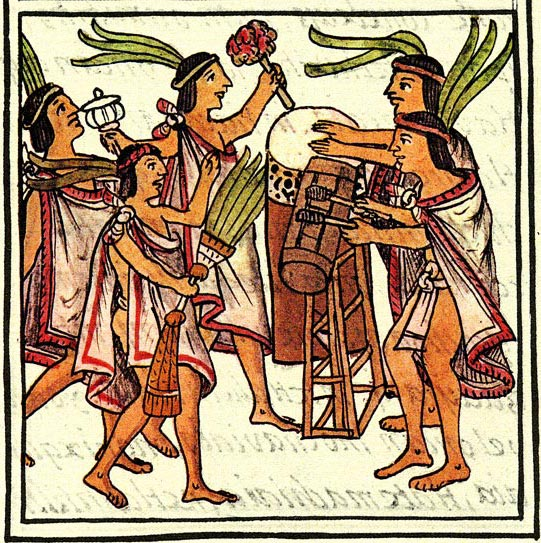
Teponaztli azteca (primer plano) y huéhuetl (fondo)

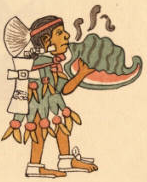
Trompeta de caracola azteca

Xochipilli está escrita para diez ejecutantes: flautín, flauta, clarinete en mi♭, trombón y seis percusionistas que tocan una variedad de instrumentos, muchos de origen azteca: teponaztli, huéhuetl, omichicahuaztli. El flautín y la flauta sustituyen a las flautas aztecas de hueso o arcilla, el clarinete en mi♭ representa a la ocarina de arcilla, y el trombón se utiliza como sustituto de la trompeta de caracola azteca.

## Programa
En la mitología azteca, Xochipilli es el dios asociado con las flores, la música y la danza, al igual que Macuilxóchitl. "Su diferencia es esotérica. Macuilxochitl es el dios imperceptible, una entidad más allá del alcance del pensamiento humano, un ser atemporal que habita en el cosmos. Xochipilli es la encarnación del mismo espíritu en la Tierra, percibido en el mundo visible, tangible y comestible".

## Análisis
Xochipilli se divide en tres secciones principales, compases 1-83, 84-134 y 135-269, en un patrón ABA'. Las dos secciones exteriores están en tempos rápidos (Allegro animato,  = 100, y Vivo,  = 104), rodeando una sección central lenta (Lento, = 58). Cada una de estas partes se subdivide a su vez en tres subapartados.

## Discografía
- A Program of Mexican Music: Sponsored by the Museum of Modern Art. Blas Galindo (arreglista), Sones de Mariachi ; Carlos Chávez (Arr. ): La paloma azul ; Carlos Chávez, Xochipili-Macuilxochitl y "Danza a Centeotl" (de Los cuatro soles ); Luis Sandí (arreglo. ), música yaqui; Gerónimo Baqueiro Fóster (arr. ), Huapango . Carlos Chávez dirigiendo una orquesta de músicos estadounidenses y mexicanos y el coro de la Liga Nacional de Música. Juego de cuatro discos, 78 rpm, 12 en. Columbia M-414 (juego): 70332-D, 70333-D, 70334-D, 70335-D. Nueva York: Columbia, 1940.
- Mexico: Its Cultural Life in Music and Art / Su Vida Cultural en la Música y el Arte. Carlos Chávez: "Danza a Centeotl" de Los cuatro soles ; Xochipilli ; Luis Sandi (arreglo. ), El Venado ; Carlos Chávez (Arr. ), La paloma azul ; Blas Galindo (arreglo. ), Sones de mariachi ; Gerónimo Baqueiro Fóster (arr. ), La bamba . Orquesta y Coro Mexicanos; Carlos Chávez, cond. Grabación LP, 1 disco, 12 pulg., 33⅓ en. Nueva York: Columbia Records, 1964.
- Carlos Chávez: Chamber Works. Xochipilli: una música azteca imaginada ; Suite para cuarteto doble, de La hija de la Cólquida ; Tambuco ; energia ; Toccata para instrumentos de percusión. La Camerata; Tambuco; Eduardo Mata (cond. ). Grabación de CD, 1 disco: estéreo, 12 cm. Dorian DOR-90215. Troy, Nueva York: Dorian Records, 1994.
- Carlos Chávez: Complete Chamber Music, Vol. 3. Xochipilli, una música azteca imaginaria ; Tocata para percusión; Cuatro melodías tradicionales ; Tambuco para percusión; lamentaciones ; Cantos de México ; Antígona, apuntes para la sinfonía ; Tres Exágonos . Otros Tres Exágonos ; Partita para timbales solos. Música de Cámara del Suroeste. Grabación de CD, 1 disco: estéreo, 12 cm. Cambria CD 8853. Lomita, CA: Cambria Master Recordings, 2005.